# Juan Pablo García
Juan Pablo García (Mexico-Stad, 4 oktober 1987) is een Mexicaans autocoureur.
García begon zijn professionele loopbaan in de Formule Renault 2000 de America in 2006. Die winter maakte hij twee starts in de A1GP voor A1 Team Mexico en reed daarna in het Britse Formule 3-kampioenschap in de Nationale Klasse, waar hij 7e finishte. In 2008 reed hij in de Formule Renault 2.0 NEC, waar hij als 16e finishte, en de Eurocup Formule Renault 2.0 waar hij geen punten scoorde. In augustus 2009 had hij een contract om zijn debuut te maken in de Indy Lights voor HVM Racing op Infineon Raceway nadat hij het grootste gedeelte van het jaar inactief was.

## A1GP resultaten
| Jaar    | Inschrijving   | 1       | 2       | 3       | 4       | 5       | 6       | 7       | 8       | 9       | 10      | 11      | 12      | 13      | 14      | 15      | 16      | 17      | 18      | 19      | 20      | 21         | 22         | Rang | Punten |
| ------- | -------------- | ------- | ------- | ------- | ------- | ------- | ------- | ------- | ------- | ------- | ------- | ------- | ------- | ------- | ------- | ------- | ------- | ------- | ------- | ------- | ------- | ---------- | ---------- | ---- | ------ |
| 2006-07 | A1 Team Mexico | NED SPR | NED FEA | CZE SPR | CZE FEA | BEI SPR | BEI FEA | MAL SPR | MAL FEA | IND SPR | IND FEA | NZL SPR | NZL FEA | AUS SPR | AUS FEA | RSA SPR | RSA FEA | MEX SPR | MEX FEA | SHA SPR | SHA FEA | GBR SPR 18 | GBR FEA 14 | 10   | 35     |